# Cuarto Distrito Naval Titicaca
El Cuarto Distrito Naval «Titicaca» es un distrito militar de la Armada Boliviana con sede en San Pedro de Tiquina (provincia de Manco Kapac, departamento de La Paz), a orillas del lago Titicaca. Fue creado el 1 de abril de 1968 y su misión es la vigilancia fluvial y terrestre a efectos de eliminar el tráfico de ilícitos. Dicha función la realiza en límites internacionales entre Bolivia y Perú.
Sus unidades dependientes son dos batallones de infantería de marina, un batallón policial naval, dos centros de instrucción, una dirección, una base naval, una flotilla y dos capitanías de puerto.